# Keniči Šimokawa
Keniči Šimokawa (* 14. květen 1970) je bývalý japonský fotbalista.

## Reprezentace
Keniči Šimokawa odehrál 9 reprezentačních utkání. S japonskou reprezentací se zúčastnil Mistrovství Asie ve fotbale 1996.

## Statistiky
| Japonsko | Japonsko | Japonsko |
| Roky     | Záp.     | Góly     |
| -------- | -------- | -------- |
| 1995     | 1        | 0        |
| 1996     | 7        | 0        |
| 1997     | 1        | 0        |
| Celkem   | 9        | 0        |